# Каландия, Ираклий Муртазалиевич
Ираклий Муртазалиевич Каландия (род. 14 ноября 1994) — российский борец греко-римского стиля, призёр чемпионатов России, призёр Кубка мира и обладатель Кубка европейских наций в командном зачёте, мастер спорта России. Член сборной команды страны с 2016 года. Перешёл в греко-римскую борьбу из вольной.

## Спортивные результаты
- Чемпионат России по греко-римской борьбе 2015 года — .
- Чемпионат России по греко-римской борьбе 2016 года — .
- Чемпионат России по греко-римской борьбе 2018 года — .
- Чемпионат России по греко-римской борьбе 2019 года — ;